# Inge Kelm-Kahl
Inge Kelm-Kahl (* 30. Mai 1958) ist Ärztin, Medizinjournalistin und Autorin. Sie ist als Ärztin in der Rheinhessen-Fachklinik tätig.

## Leben
Inge Kelm-Kahl beendete ihr Medizinstudium in Gießen, Mainz und Ulm mit einer Promotion zum Thema Schmerz. Nach ihrem Studium begann sie als Volontärin und Redakteurin bei der Ärzte Zeitung und arbeitete als freie Medizinjournalistin für Online- und Print-Verlage. Zurzeit arbeitet die sechsfache Mutter in der Rheinhessen-Fachklinik in Alzey.

## Werke
Bisher erschienen acht Bücher und über 200 Artikel unter ihrem Namen. Ihre Schwerpunkte sind Schmerztherapie, Rheumatologie, Orthopädie und Sportmedizin.
- Hausgeburt: Besser für Mutter und Kind, Rowohlt 1990
- Essen für zwei. Die richtige Ernährung in der Schwangerschaft, Rowohlt 1996
- Mein Kind hat Asthma, Rowohlt 1998
- Umwelt und Allergie, Rowohlt 2000
- Vom Frust zur Lust, Rowohlt 2001
- Umwelt und Allergien, Aurelia-Verlag GmbH 2002
- 100 Fragen: Ernährung in der Schwangerschaft, Rowohlt 2003
- Auf die sanfte Tour, Rowohlt 2005